# Star Trek: Armada II
Star Trek: Armada II é um jogo eletrônico de estratégia em tempo real publicado pela Activision em 2001, baseado no universo de Star Trek. O jogo foi desenvolvido por Mad Doc Software. É a continuação de Star Trek: Armada. Star Trek: Armada II foi lançado pela Activision um ano depois de adquirir todos os direitos de toda a franquia do videogame da Viacom. Foi o primeiro dos três principais títulos de sequência de jogos eletrônicos Star Trek que foram lançados pela Activision de 2001 até sua saída da franquia em 2003. Em 13 de dezembro de 2021, Armada e Armada II foram relançados em GOG.com, que também havia lançado vários outros títulos mais antigos de Star Trek no início daquele ano.
Assim como seu antecessor, Armada II se passa na era Star Trek: The Next Generation do universo Star Trek. O jogo mostra eventos no Quadrante Alfa entre a Federação Unida dos Planetas, o Império Klingon, o Império Estelar Romulano, a União Cardassiana, a Espécie 8472 e os Borg.

## Enredo
Situado apenas seis meses após os eventos de Star Trek: Armada, os Borg mais uma vez ameaçam o Quadrante Alfa. Eles criaram uma nova nave capaz de assimilar mundos inteiros em apenas alguns segundos. Após derrotar a tentativa de ponto de apoio, o Capitão Picard descobre um novo tipo de nebulosa: uma nebulosa de táquions. Intrigado, Picard descobre um novo tipo de portal transwarp chamado Portal Transwarp, capaz de enviar frotas de naves estelares de um quadrante para outro quase instantaneamente, explicando como os Borg conseguiram entrar tão fundo no Quadrante Alfa sem serem detectados. O Comando da Frota Estelar então ordena que Picard assuma o controle e lance uma contra-ofensiva no coração do espaço Borg no Quadrante Delta, nos campos de concentração Borg. Embora bem-sucedidas, algumas das forças da Federação, incluindo Picard, ficam presas quando o Portal Transwarp entra em colapso devido a uma desestabilização dos coletores transwarp interespaciais.
Enquanto isso, os Cardassianos usam a ausência repentina de forças da Federação para começar sua própria ofensiva.  Os cardassianos procedem para destruir a frota reserva da Federação. O chanceler klingon Martok descobre que Gul Kentar, líder da revolta cardassiana, está em conluio com os romulanos. Kentar está desenvolvendo uma "Nave da Singularidade Quântica" que permite aos cardassianos invocar naves da Espécie 8472 à vontade. Martok lidera uma tentativa de frustrar a busca de Kentar pelo poder e destruir o projeto. Os klingons impedem a rebelião cardassiana e ocupam seu planeta natal, Cardassia Prime. Na batalha final, Martok rastreia e mata Gul Kentar, eliminando o Projeto da Singularidade Quântica ao longo do caminho.

A Rainha Borg, presa no Quadrante Alfa pela mesma reviravolta do destino que prendeu Picard em seu lado da galáxia, descobre que a Espécie 8472 encontrou um caminho para o Quadrante Alfa.  Ela tenta reunir uma armada para suprimir essa ameaça assimilando planetas, naves e tecnologias de espécies nativas, mas seu crescimento é atrofiado pelos ataques constantes da Federação. Ela então percebe que somente trabalhando com a Federação eles podem derrotar a Espécie 8472. A Federação e o Coletivo Borg criam uma aliança e se aventuram no espaço fluídico da Espécie 8472 para destruir seus campos de concentração destruindo o Rift Maker, terminando assim a ameaça ao Quadrante Alfa ao fechar todas as fendas.

## Recepção
O jogo recebeu mais críticas "mistas" do que o Star Trek: Armada original, de acordo com o site de agregador de críticas Metacritic.

## Ligações Externas
- Star Trek: Armada II no Wayback Machine (arquivado em 2010-09-03)]
- Star Trek: Armada II no MobyGames